# Шклярский, Феликс-Юлиан Николаевич
Феликс-Юлиан Николаевич Шклярский (21 ноября (2 декабря) 1883 г., село Малая Каратуль, Переяславский уезд Полтавская губерния — 27 декабря 1955 г., Ленинград) — русский и советский учёный-горняк, основатель отечественной горной электротехники. Доктор технических наук, профессор, заслуженный деятель науки и техники РСФСР.

## Биография
Шклярский Феликс-Юлиан Николаевич родился 21 ноября (2 декабря по новому стилю) 1883 года в селе Малая Каратуль Переяславского уезда Полтавской губернии. По национальности — поляк.
В 1911 году окончил петербургский Горный институт по горному разряду, после чего работал на Донбассе на шахте заведующим вентиляцией, а впоследствии — заведующим шахтой. В 1917 году получил второе высшее образование — окончил Электротехнический институт Императора Александра III в Петрограде. С 1918 по 1920 год заведовал разведочными работами в липецком железно-рудном районе, которые проводились Горным советом ВСНХ.
В 1920 г. начал преподавательскую деятельность — работал в Московской Горной Академии на должности преподавателя кафедры горной механики и электротехники, а с 1925 года — профессора кафедры горной механики. В Москве проживал по адресу: Большой Афанасьевский переулок, д. 4, кв. 7.
В 1926 году Ф. Шклярский был приглашен в Ленинградский горный институт на должность профессора по кафедре горной электротехники, первой подобной кафедры в СССР. В 1930 году избран заведующим этой кафедрой, на которой проработал до своей смерти в 1955 году. В 1931 г. при кафедре была создана учебная лаборатория.
В 1935 году профессору Шклярскому за обширную научную деятельность была присуждена ученая степень доктора технических наук.
В 1923 году под руководством Шклярского Ф. Н. проводились работы по обследованию энергетической части золотых приисков «Степняк» в Казахстане, а в 1942 году по заданию НКУП он создавал подземную электровозную откатку на шахтах Карагандинского бассейна. В 1943 году по заданию Горкома ВКП(б) города Черемхово консультировал и обследовал электрохозяйство и рудничный транспорт шахт Черембасса.
С 1944 года по предложению Ф. Н. Шклярского на кафедре горной электромеханики Ленинградского горного института были организованы исследовательские работы по применению электропривода на рудничном подъёме шахт Ленметростроя (1947 г.), на некоторых шахтах Донбасса и Ленинградугля.
Скончался 27 декабря 1955 года.

## Научная, практическая и педагогическая деятельность
Ф. Н. Шклярский считается основателем отечественной научной школы электротехники. Созданная им научная школа горной электротехники получила активное развитие во многих отечественных горных вузах.
Научная и инженерная деятельность Ф. Н. Шклярского нашла отражение в 70 крупных опубликованных оригинальных работах по вопросам горной электромеханики и электротехники. Нет ни одного раздела электрификации горной промышленности, где Феликс Николаевич не оставил бы следа в виде оригинальных монографий, учебников или ряда специальных научных исследований. Им созданы монографии по электрификации рудничного подъёма, карьерных экскаваторов, станков вращательного бурения и рудничной электровозной откатки, написаны учебники по электрификации рудничных насосных установок и шахтных подъёмных машин. Проведены исследовательские работы по автоматизации и электрооборудованию станций, по физико-химическим основам рудничного подъёма, по подземной электротяге, электрическим методам разведки подземных ископаемых и другим разделам горной электромеханики и электротехники.
Ф. Н. Шклярский дал обширный анализ динамики подъёма и спуска, рассмотрел сложный случай динамики электропривода при уравновешенном подъёме. Им впервые в литературе разработан комплексный анализ свойств привода рудничной подъемной машины оборудованной как асинхронными двигателями, так и электродвигателями постоянного тока. Наряду с этим рассмотрены сложные случаи электродинамического торможения рудничного подъёма. Профессором Шклярским впервые предложена научно обоснованная методика расчета подземной электровозной откатки и оригинальные методы расчета рудничных подъёмных машин. Эти методы расчёта используются ведущими горными проектными организациями и конструкторскими бюро до сих пор. Труды учёного по шахтному подъёму, электровозной откатке, водоотливу и др. послужили началом для широкого развёртывания научных исследований в самых разнообразных отраслях электрификации и автоматизации горной промышленности.
Под редакцией проф. Ф. Н. Шклярского был подготовлен и в 1939 г. издан первый учебник по электрификации горной промышленности «Горная электротехника» (авторы С. А. Алаторцев, А. Е. Максимов, Г. И. Покровский). В 1940 г. вышла книга академика А. П. Германа и Ф. Н. Шклярского «Рудничные подъемные установки», в которой были обобщены теоретические основы статики, кинематики и динамики рудничного подъёма, и основы его электрификации. В 1947 году в «Записках горного института», а в 1952 и 1955 гг. в «Углетехиздате» был издан труд Ф. Н. Шклярского «Физико-механические основы электрического рудничного подъёма», в котором исследовались режимы работы и способы управления электроприводами постоянного тока и асинхронными электроприводами во всех режимах работы подъемных установок. Книга эта не потеряла научной ценности и в наши дни.
В процессе своей педагогической деятельности в Москве и Ленинграде он подготовил несколько сотен инженеров-электромехаников для горной промышленности страны, выступил научным руководителем у множества кандидатов и докторов технических наук.
Профессор Шклярский не ограничивался научной и педагогической работой, принимая деятельное участие в реконструкции и строительстве каменоугольных и горных предприятий СССР. Был постоянным консультантом ряда научно-исследовательских институтов и горных предприятий: Донугля в Харькове, Гипрошахта, Гипроветмета, Гипроруды, Союза никельоловопроката в Ленинграде, был членом президиума научно-технического сектора каменоугольной промышленности.

## Избранные труды
- Электрификация рудничного подъёма / Инж. Ф. Н. Шклярский. — Москва : Центр. ком. Всерос. союза горнорабочих. Культ.-просвет. отд., 1921.
- Динамика рудничного подъёма с постоянным радиусом навивки на основе трапецоидальной диаграммы скорости : Лекции, чит. на повторительных курсах для инженеров, организованных при Моск. горной акад. Центр. бюро инж.-техн. секций В. С. Г. в дек. 1923 г. — янв. 1924 г. / Инж. Ф. Н. Шклярский. — Москва : ЦК ВСГ : Изд. отд. Исполбюро Моск. горн. акад., 1924.
- О применении трехфазных асинхронных двигателей к рудничному подъёму. / Ф. Н. Шклярский. Вестник инженеров, 1925, № 2.
- К вопросу о рудничной откатке электровозами. / Ф. Н. Шклярский. Вестник инженеров, 1925, № 2.
- Электрификация рудничного подъёма… / Проф. Ф. Н. Шклярский горный инж… — 2-е изд., перераб. — Ленинград : Изд-ская комиссия Моск. горной акад., 1928 (гос. тип. изд. газ. «Ленингр. правда»).
- Электрификация вращательного бурения. / Ф. Н. Шклярский. Изд-во Московской горной академии, 1929.
- Рудничные аккумуляторные электровозы. / Проф. Ф. Н. Шклярский. — Москва : Гос. техн. изд-во, 1929 (Л. : тип. «Красный печатник»).
- Электрификация вращательного бурения / Проф. Ф. Н. Шклярский. — Москва : Изд-ская комиссия Моск. горной акад., 1929 (Л. : гос. тип. изд-ва «Ленингр. правда»).
- Американские системы электрификации рудничного подъёма / Проф. Ф. Н. Шклярский. — Москва : Горн. академия, 1930.
- Рудничные электровозы / Проф. Ф. Н. Шклярский ; Московский и Ленинградский горные институты. — Ленинград : Кубуч, 1931.
- Электрификация рудничного подъёма / Проф. Ф. Н. Шклярский ; Моск. горный ин-т. — 3-е изд., перераб. и доп. — Ленинград : Кубуч, 1932.
- Американские системы электрификации рудничного подъёма / Проф. Ф. Н. Шклярский. — 2-е изд., испр. и доп. — Москва ; Ленинград : НКТП — Гос. науч.-техн. горно-геол. изд-во, 1932 (М. : ф-ка книги «Красный пролетарий»).
- Расчет рудничной электровозной откатки. / Проф. Ф. Н. Шклярский. — Ленинград ; Москва ; Горногеологонефтеиздат, 1933 (Л. : тип. им. Евг. Соколовой).
- Электрификация рудничного водоотлива: Допущено в качестве учебника к изд. в 1933 г. Глав. упр. учеб. заведениями НКТП СССР и Всес. ком-том по высш. техн. образ. при ЦИК СССР / Проф. Н. Ф. Шклярский. — 2-е изд., доп. — Ленинград ; Москва ; Горгеонефтеиздат, 1933 (Л. : тип. «Кр. печатник»).
- Горная электромеханика / Проф. Ф. Н. Шклярский. — Ленинград ; Москва : ОНТИ. Глав. ред. горно-топливной лит., 1936.
- Горная электромеханика / Проф. Ф. Н. Шклярский ; Моск. горный ин-т им. И. В. Сталина. — 2-е изд., перераб. и доп. — Москва : [б. и.], 1937. — 1 т.
- Горная электромеханика. Т. 2. Ч. 1-2 [Текст] / Проф. Ф. Н. Шклярский; Моск. горный ин-т им. И. В. Сталина. — 2-е перер. и доп. изд. — Москва : [б. и.], 1937.
- Физика электрического привода рудничного подъёма / проф. Ф. Н. Шклярский; Ленингр. горный ин-т. — Ленинград : Ленингр. горный ин-т, 1939.
- Коммутация электрических подъемных машин / проф. Ф. Н. Шклярский. — Москва ; Ленинград : Гостоптехиздат, 1940.
- Рудничные подъемные установки. Ч. I и II [Текст] : Утв. ВКВШ в качестве учебника для горных втузов / акад. А. П. Герман и проф. Ф. Н. Шклярский. — Ленинград ; Москва : Гостоптехиздат, 1940 (Москва).
- Рудничные подъемные установки: Допущ. ВКВШ при СНК СССР в качестве учебника для горных вузов / акад. А. П. Герман, проф. д-р техн. наук Ф. Н. Шклярский. — [2-е изд.]. — Москва ; Ленинград : Углетехиздат, 1947 (Ленинград : тип. им. Евг. Соколовой).
- Физико-механические основы электрического рудничного подъёма [Учеб. пособие для электромехан. специальности горных вузов] / Проф. Ф. Н. Шклярский. — 3-е изд. — Москва : Углетехиздат, 1956.

## Признание
В 1954 году Ф. Н. Шклярскому было присвоено почетное звание заслуженного деятеля науки и техники РСФСР. Награждён орденами: Ленина, Трудового Красного Знамени, Знак почёта, и медалями «За оборону Ленинграда» и «За доблестный труд в Великой Отечественной войне 1941-45 гг.».

## Семья
Сын — Мечислав Феликсович Шклярский, горный инженер, специалист по маркшейдерскому делу, работал во ВНИИ горной геомеханики и маркшейдерского дела. В годы Великой Отечественной войны — участник северных конвоев. Лауреат Государственной премии СССР 1984 г. «за разработку и создание моделей геомеханических процессов с использованием эквивалентных материалов и применение этих моделей при ведении горных работ и подземном строительстве».
Внук — Эдмунд Мечиславович Шклярский, рок-музыкант, лидер группы «Пикник».